# Assemblea della Polinesia francese
L'Assemblea della Polinesia francese (in francese: Assemblée de la Polynésie française, in tahitiano: Te âpooraa rahi o te fenua Māòhi) è il parlamento monocamerale della collettività d'oltremare della Polinesia francese. Si trova in Place Tarahoi a Papeete, nell'isola di Tahiti ed è stato istituito nella sua forma attuale nel 1996 sebbene un'Assemblea tahitiana sia stata istituita per la prima volta nel 1824. 
È composta da 57 membri eletti con voto popolare per cinque anni; il sistema elettorale è basato su una rappresentazione proporzionale in sei collegi elettorali a più seggi. Ogni collegio elettorale è rappresentato da almeno tre rappresentanti. Dal 2001, la legge sulla parità vincola che il numero di donne elette deve corrispondere al numero di uomini eletti in Assemblea.
La lingua ufficiale usata in seduta all'Assemblea è il francese. Le elezioni più recenti si sono svolte nel 2023 e hanno portato alla vittoria del partito Tavini Huiraatira, che ha vinto 38 seggi. 
A parte l'approvazione della legislazione e il controllo del governo, l'Assemblea è responsabile dell'elezione del Presidente della Polinesia Francese per un mandato di quattro anni.
Il numero di seggi è stato cambiato da 49 a 57 il 23 maggio 2004, per le elezioni del 2004. Il 13 febbraio 2005 si sono svolte le elezioni suppletive per l'Assemblea nel collegio elettorale delle Isole Sopravento meridionali (Circonscription des Îles du Vent). Le prossime elezioni generali sono previste per il 2023.

## Collegi elettorali
I sei collegi elettorali (Circonscriptions électorales) per l'elezione dei 57 membri dell'Assemblea sono:
- Collegio elettorale delle Isole Sopravento meridionali (Circonscription des Îles du Vent) con 37 eletti;
- Collegio elettorale delle Isole Sottovento (Circonscription des Îles Sous-le-Vent) con 8 eletti;
- Collegio elettorale delle Isole Australi (Circonscription des Îles Australes) con 3 eletti;
- Collegio elettorale delle Isole Gambier e delle Isole Tuamotu-Est (Circonscription des Îles Gambier et Tuamotu Est) con 3 eletti;
- Collegio elettorale delle isole Tuamotu-Ovest (Circonscription des Îles Tuamotu Ouest) con 3 eletti;
- Collegio elettorale delle Isole Marchesi (Circonscription des Îles Marquises) con 3 eletti.